# El gran Carlemany
El Gran Carlemany és l'himne nacional d'Andorra. L'autor de la lletra és Joan Benlloch bisbe d'Urgell i copríncep d'Andorra i la música és del mossèn Enric Marfany, originari de Sant Julià de Lòria.
L'himne es va interpretar per primer cop el 8 de setembre de 1921 al santuari de Meritxell durant la diada de la celebració de la Mare de Déu de Meritxell, Festa Nacional del Principat d'Andorra, que fou consagrada en aquesta ocasió.

## Història
"El Gran Carlemany" va ser composta per Enric Marfany i Bons (1871-1942), que era sacerdot. La lletra de la cançó va ser escrita per Joan Benlloch i Vivó (1864-1926), que va ser bisbe d'Urgell del 1906 al 1919. Aquest càrrec el va convertir també en copríncep d'ofici d'Andorra. La cançó va ser designada oficialment himne nacional el 8 de setembre de 1921, quan es va cantar per primera vegada a la catedral del país. El dia de la seva adopció el 8 de setembre és el Dia Nacional d'Andorra. Coincideix amb la festivitat de la Mare de Déu de Meritxell, patrona del país, que s'esmenta a la lletra. L'himne Andorrà actual va ser arranjat pel mestre Joan Roure i Jané.

## Lletra
La lletra de “El Gran Carlemany” fa un breu recompte de la història d'Andorra “en una narració en primera persona”. La llegenda tradicional andorrana explica que Carlemany va reconquerir la regió als moros entre 788 i 790, després que el poble català guiés el seu exèrcit a través de les escarpades valls, cosa que Carlemany va compensar amb la concessió de la independència a Andorra, les primeres fronteres del qual es van delinear aquest mateix any. Formava part de la Marca Hispànica, una zona coixí creada per Carlemany per protegir el seu Estat (l'Imperi carolingi). Segons la llegenda, es va encarregar de reestructurar el país, va reintroduir el cristianisme entre la seva gent i va supervisar la construcció de monestirs. A causa d'aquests èxits, se li va atorgar "una aura mítica" i se'l considera el fundador d'Andorra.
L'himne comença amb "El gran Carlemany mon pare" i commemora aquesta visió i celebra la condició del país com "l'única filla que queda de l'imperi carolingi", ja que és l'únic vestigi de la Marca Hispànica.

### Lletra de l'himne
El gran Carlemany, mon pare,
dels alarbs em deslliurà,
i del cel vida em donà,
de Meritxell la gran Mare.

Princesa nasquí i pubilla
entre dos nacions, neutral;
sols resto l'única filla,
de l'imperi Carlemany.

Creient i lliure onze segles,
creient i lliure vull ser
siguin els furs mos tutors
i mos Prínceps defensors,
i mos Prínceps defensors!